# Schijnraket
De schijnraket (Erucastrum gallicum) is een eenjarige, kruidachtige, 20 tot 60 cm hoge plant in de kruisbloemenfamilie (Brassicaceae). De botanische soortaanduiding gallicum verwijst naar Gallië (Frans).

## Kenmerken
De plant is een therofyt. De lichtgele bloemen kunnen van mei tot en met september worden aangetroffen; de kroonblaadjes zijn 7 tot 8 mm lang. De kroonblaadjes zijn donkerder aders. Onder de bloemen en vruchten staan schutbladen, maar dit is niet altijd bij de bovenste bloemen het geval.
De veerdelige tot veerspletige bladen hebben meestal 6 tot 8 paar bochtig getande slippen.

## Voorkomen
De plant is inheems in Europa en heeft zich in Noord-Amerika verspreid. Men kan de plant aantreffen op vochtige, vaak voedselrijke grond aan rivieroevers, wegranden, en omgewerkte grond. De plant komt zowel op stenige plaatsen als op klei voor.